# اچ‌ام‌اس نوبیان (اف۱۳۱)
اچ‌ام‌اس نوبیان (اف۱۳۱) (به انگلیسی: HMS Nubian (F131)) یک کشتی بود. این کشتی در سال ۱۹۶۰ ساخته شد.